# Manucho
Mateus Alberto Contreiras Gonçalves, ou simplesmente Manucho, (Luanda, 7 de março de 1983) é um futebolista angolano.

## Carreira
Pela seleção nacional, participou da Copa das Nações Africanas de 2008, marcando 4 golos. Também participou da Copa das Nações Africanas de 2010 e 2012 marcando 3 golos no CAN 2012.

## Títulos
Rayo Vallecano
- Segunda División: 2017–18